# Acsay Xavér Ferenc József
Acsay Xavér Ferenc József O.S.B., írói álnevén: Alvinczy István (Esztergom, 1854. szeptember 16. – Győr, 1912. szeptember 27.) bencés tanár.

## Élete
1878-ban szentelték áldozópappá. 1881-től 1884-ig Esztergomban volt gimnáziumi tanár, majd 1894-ben Győrbe került. 1898-ig házfőnök és gimnázium igazgató volt, 1898 és 1899 között az ideiglenes nyugdíjazás évei következtek Bakonybélben, majd 1912-ig ismét házfőnök és gimnázium igazgató lett Győrött.  A Magyar Nyelvőrbe írta első nyelvészeti cikkeit diák korában. Kezdő tanár korától az 1883-i középiskolai törvényhez kapcsolódóan a rendi tanárképzés foglalkoztatta.
18 évig állt a rend legnagyobb iskolája élén, kezdeményező szerepet játszott a rend oktatási szerepének, feladatkörének megújításában. Rendszeres továbbképzéseket szervezett magyar szakos rendtársai részére.
Többedmagával megírta az iskola történetét, kiadta ifjúsági szentbeszédeit, feldolgozta Rónay Jácint életét, szerkesztette az iskola évkönyveit,  kiadta Jacques-Bénigne Bossuet (1627–1704) francia prédikátor beszédeit két kötetben. A Kisfaludy Irodalmi Kör alapító tagja volt.

## Munkássága

### Folyóiratcikkek, könyvfejezetek
Kazinczy újításai. Alvinczy István néven. (Magyar Nyelvőr, 1874), A hitszónoklati képzés kérdéséhez. (Hittudományi Folyóirat, 1902), Nekrológ Jedlik Ányos István halálára. (Jedlik Ányos Informatikai Szakközépiskola és Gimnázium évkönyve. Bp., 1995)

### Önállóan megjelent művek
- A prózai műfajok elmélete. Budapest, 1889.
- Jedlik Ányos István. Győr, 1895.
- Millenniumi emléklapok. Győr, 1896.
- A vallás fontossága a nevelés-oktatásban. Győr, 1897.
- A győri katholikus főgimnázium története. I–II. kötet. 1626–1900. Több tanártársa közreműködésével írta. Győr, 1901.
- Acsay Xavér Ferenc beszéde Szent Imréről. Győr, 1902.
- Ifjúsági szentbeszédek. I–III. kötet. Győr, 1904–1912.
- Rónay Jáczint János élete. Győr, 1906.
- Acsay Xavér Ferenc ünnepi beszéde Szent Benedekről. Győr, 1909.

Fordítás: Jacques-Bénigne Bossuet egyházi beszédei I–II. kötet, Acsay Xavér Ferenc bevezető tanulmányával. Esztergom, 1895–1902.